# Eupithecia cachina
Eupithecia cachina es una especie de polilla de la familia Geometridae. La especie fue descrita por primera vez por William Schaus habiendo sido descrita en 1913, con distribución en Costa Rica. El sintipo de la especie fue descrita en los alrededores de Cachí.

## Descripción
Es una polilla pequeña, con una envergadura de 18 milímetros (0,7 plg). Su cabeza, cuello, tórax y dos segmentos basales y el terminal del abdomen son del color hueso con puntos negros a nivel de su patagio. El abdomen es por lo demás de color marrón grisáceo con líneas segmentarias oscuras. Las alas son de color hueso, con marcas de color marrón opaco. Las alas anteriores cuentan con líneas subbasales finas, interrumpidas por una línea mediana pálida, una antemedial irregular,: Notas 1  doblada, precedida por una sombra en la costa y un punto discocelular. La línea que sigue a la celda es fina, profundamente inclinada cerca de la línea anterior con un tono a nivel posmedial amplio, seguido de un tono pálido claro desde la costa hasta la vena 4,: Notas 1  y debajo de él cuenta con manchas geminadas pálidas y oscurecidas a nivel de las venas. Cuenta con una línea subterminal pálida dentada, una línea terminal interrumpida, apenas más oscura que las sombras terminales y cilios oscuros con manchas pálidas. Las líneas de las alas traseras son muy similares a las de las alas anteriores, pero sus líneas son más finas y no llegan a la costa. Las alas de abajo son ligeramente más marrones, las líneas y los tonos de color marrón opaco.